# Torri del silenzio di Yazd
Le torri del silenzio di Yazd o Dakhmeh-ye Zartoshtiyun, sono delle torri del silenzio relative al culto zoroastriano poste su due colline a sud della città di Yazd in Iran.
Le torri vennero utilizzate sino agli anni 70 del XX secolo, quando il governo iraniano ne impose la chiusura e la modifica del culto. Esse sono state utilizzate per secoli per la distruzione dei corpi dei defunti da parte degli uccelli, dato che la religione zoroastriana imponeva di non contaminare nessuno degli elementi.

Esse consistono di due torri con degli alti muri al cui interno venivano riposti i cadaveri e lasciati decomporre dalle forze della natura.
Il sito oggi sorge accanto al cimitero zoroastriano.
Nell'area è possibile scorgere un ab anbar e dei resti di vecchie costruzioni.

## Galleria d'immagini

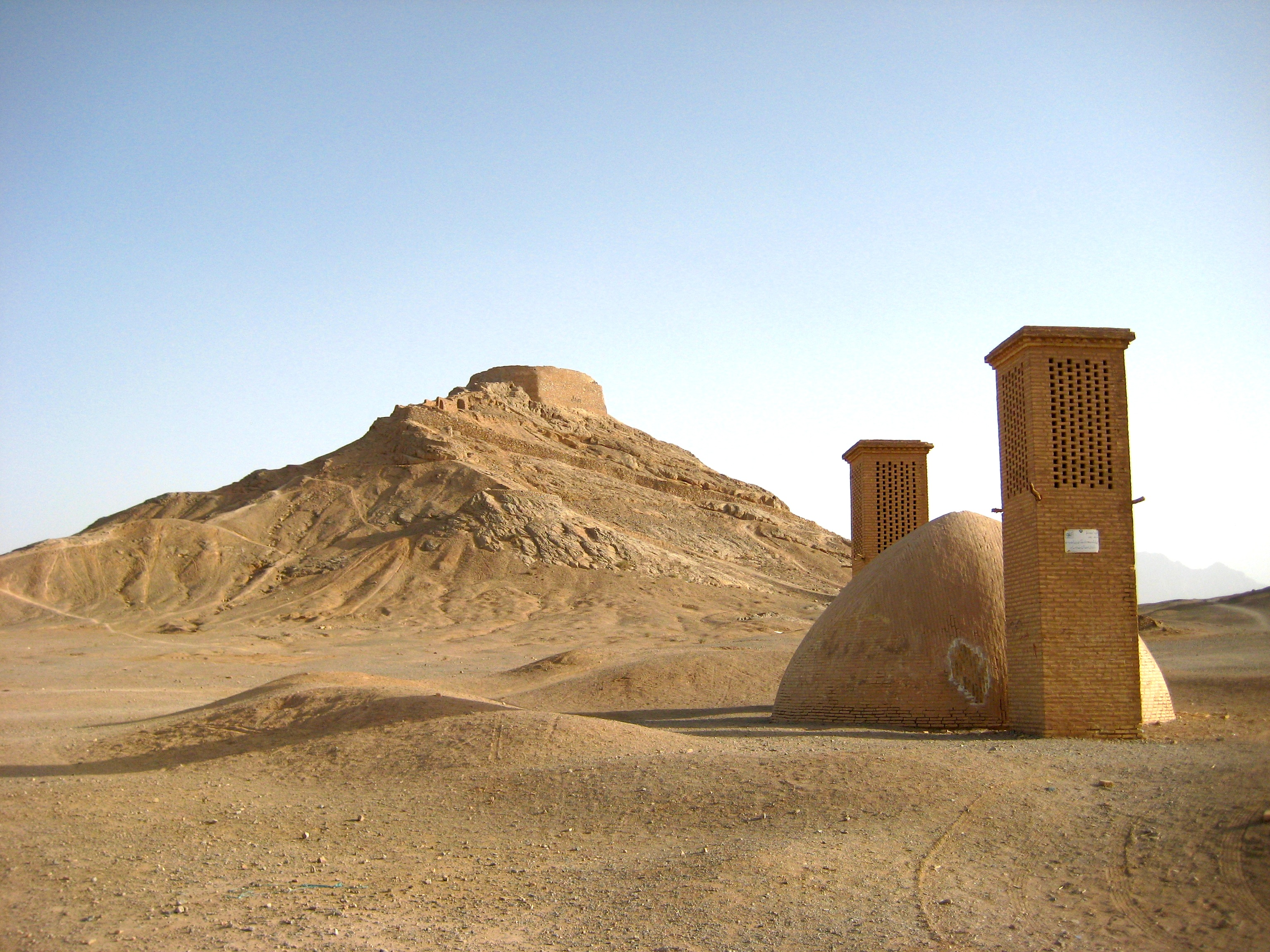
Āb anbār e torre del silenzio
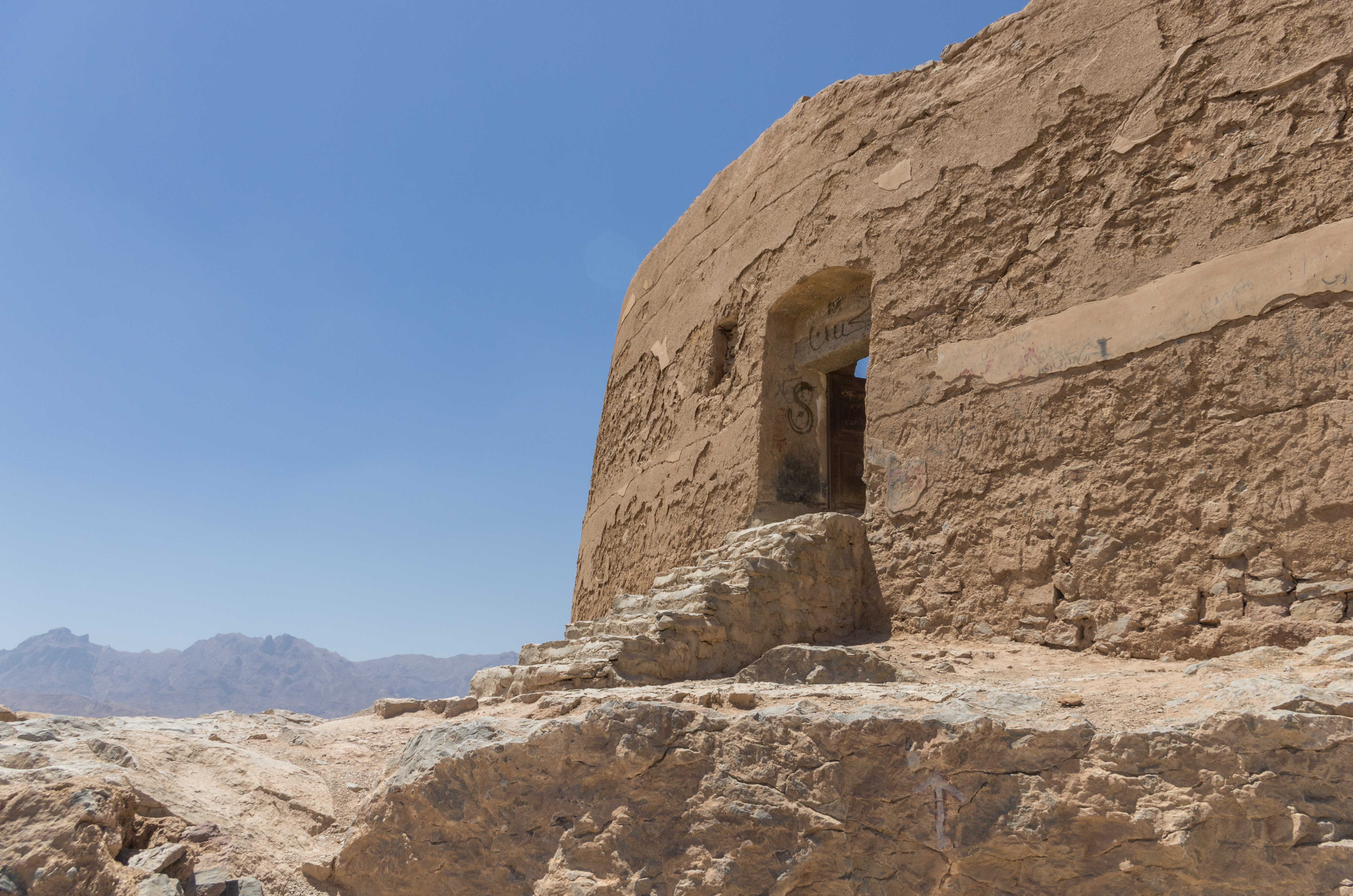
Ingresso alla torre
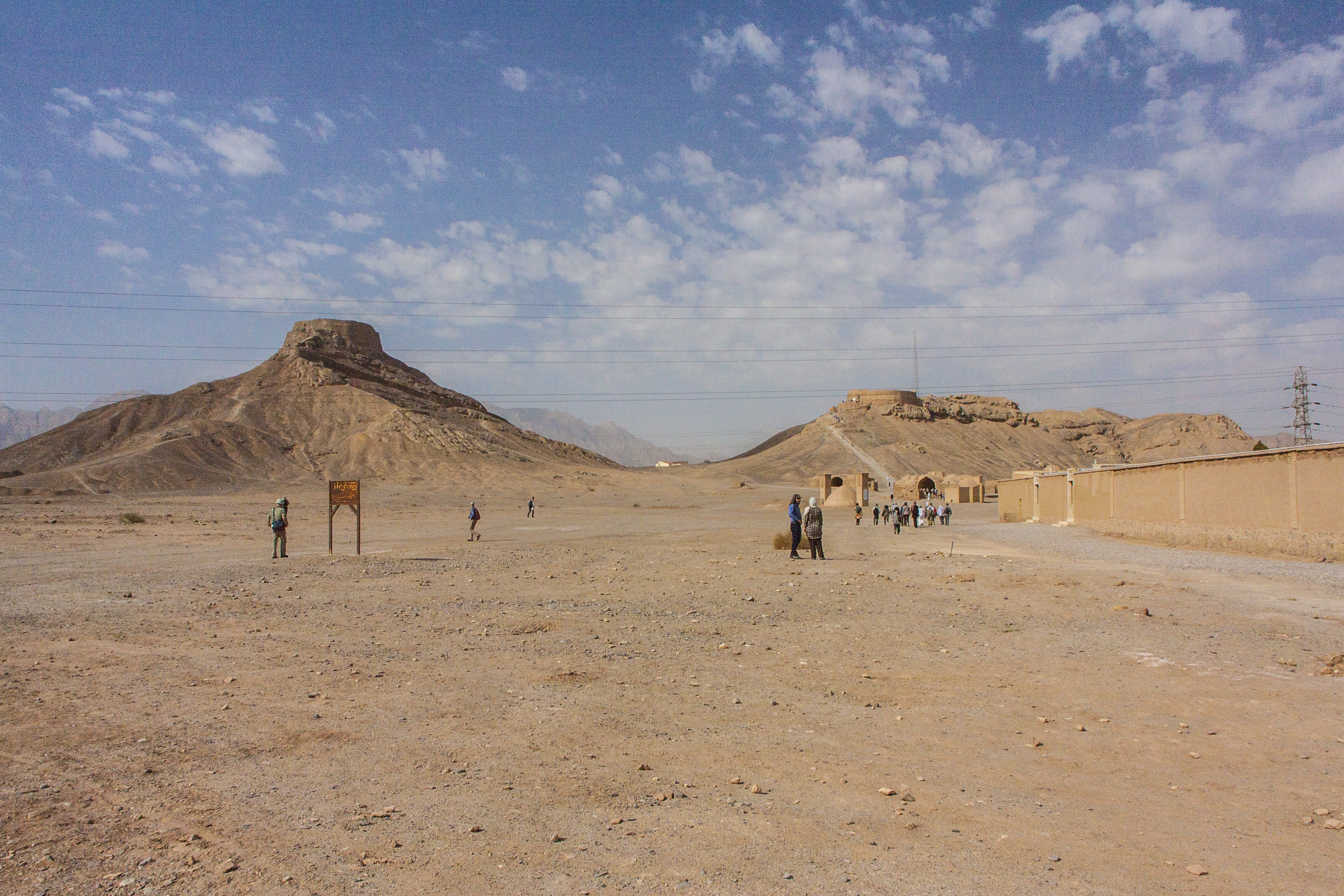
Ingresso al sito
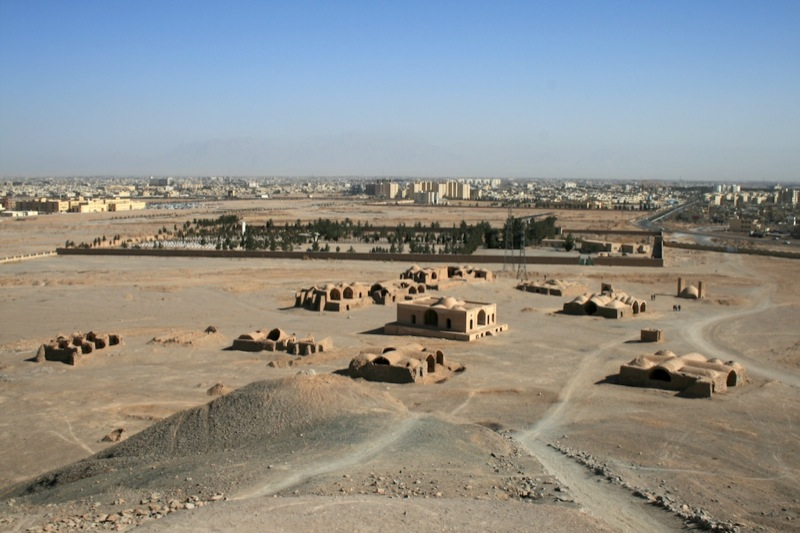
L'area vista da una delle torri
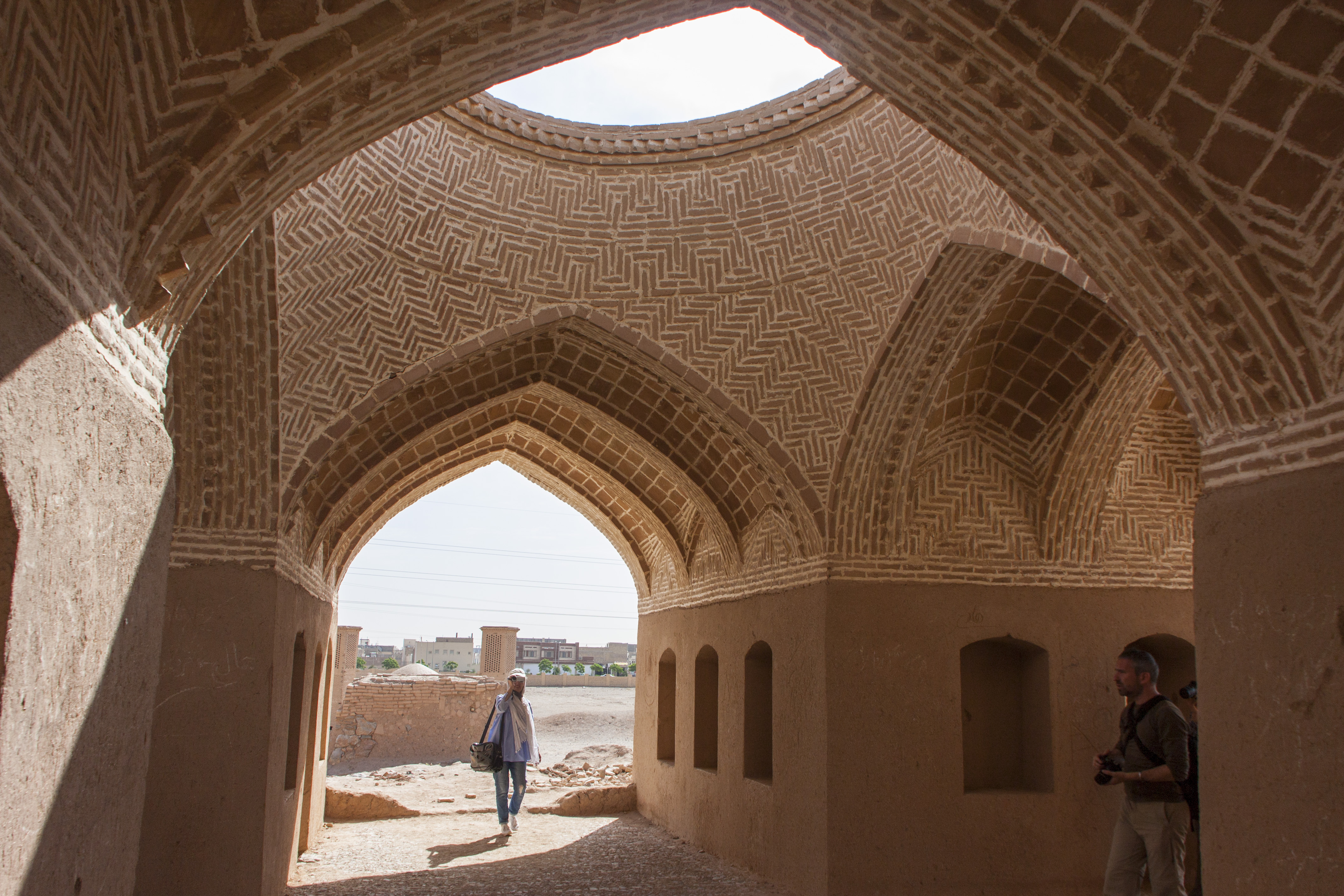
Edificio
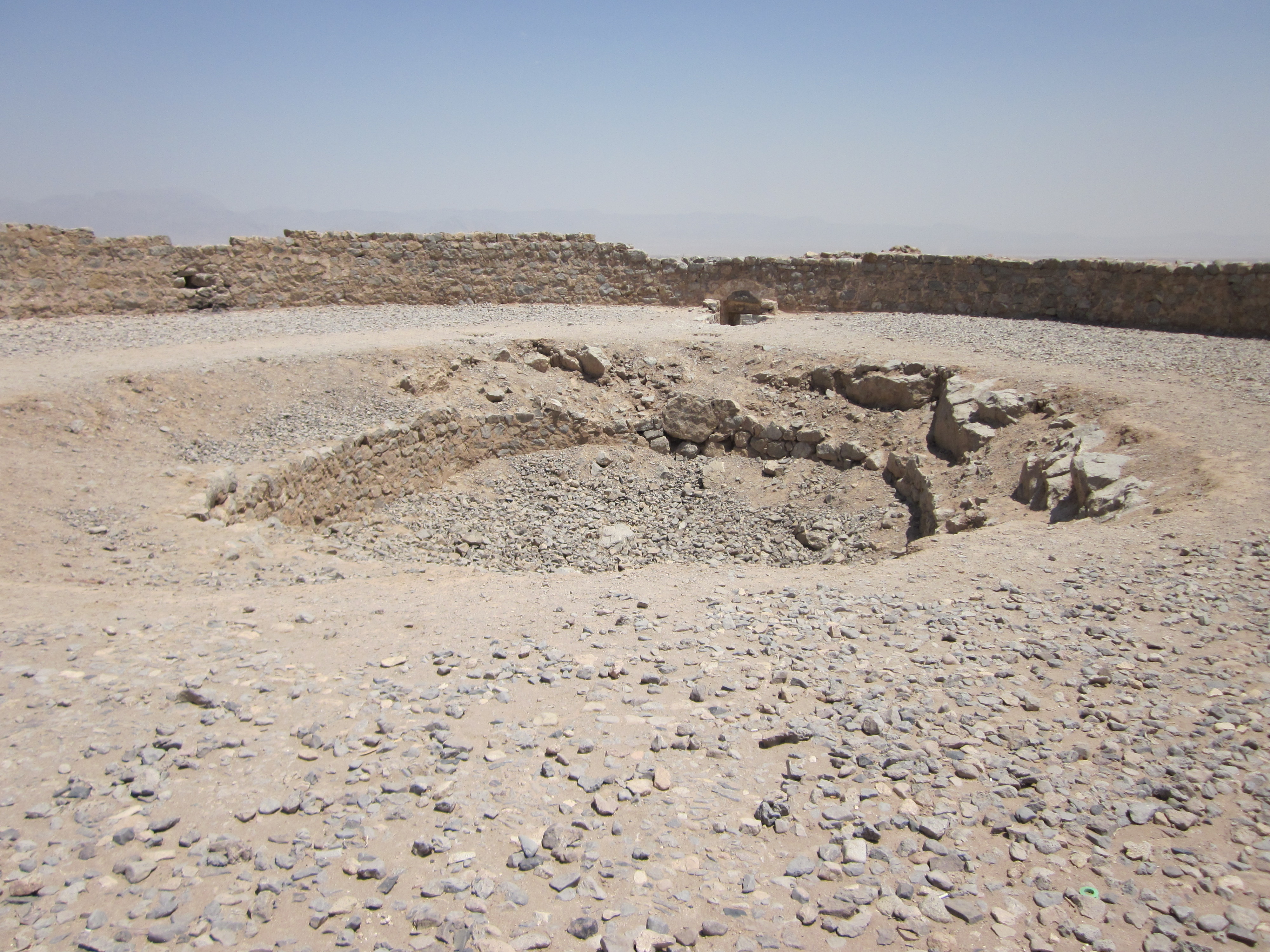
Foro centrale in cui venivano raccolte le ossa dei cadaveri